# スロベニアのイスラム教

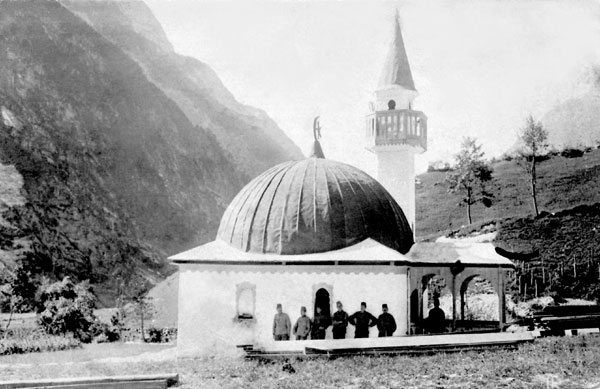
昔のスロベニアのモスクの写真。このモスクは第一次世界大戦後取り壊された。

本項目では、スロベニアのイスラム教について記述する。
スロベニアのムスリム（イスラム教徒）は民族的にはボシュニャク人やアルバニア人が多い。ムスリムはスロベニアの全人口の約2.4％を占めている。スロベニアには、1920年代までローク・ポッド・マーンガルトム・モスクと呼ばれる専用のモスクが存在していた。2013年、リュブリャナに専用のモスクを建設する計画が開始され、モスクは2016年に完成予定である。

## 統計
2002年国内イスラム教信者数統計
| 民族                     | 人数   | 割合   |
| ------------------------ | ------ | ------ |
| ボシュニャク人           | 38,923 | 73.64% |
| アルバニア人             | 5,237  | 11.03% |
| スロベニア人             | 1,506  | 3.17%  |
| ロマ                     | 868    | 1.83%  |
| モンテネグロ人           | 634    | 1.33%  |
| マケドニア人             | 507    | 1.07%  |
| ユーゴスラビア人（自称） | 55     | 0.12%  |
| セルビア人               | 53     | 0.11%  |
| クロアチア人             | 30     | 0.06%  |
| マジャル人               | 8      | 0.02%  |
| パキスタン系             | 8      | 0.02%  |
| 回答せず                 | 817    | 1.72%  |
| 民族未回答               | 721    | 1.52%  |
| その他                   | 445    | 0.94%  |
| 不明                     | 308    | 0.65%  |
| 地域のみ回答             | 15     | 0.03%  |
| 合計                     | 47,488 | 100%   |

## 21世紀モスク
モスク建設の申請が提出されてから44年後の2013年9月、カタールが全資金の70％を出資したモスクの礎石が置かれた。1600万USドルをかけて建設されるモスクには文化センターが付属しており、2013年11月に始まった建設作業は2016年に終了予定である。起工式にはアレンカ・ブラトゥシェク首相が出席、「建物はあらゆる形態の宗教的不寛容に対する象徴的勝利となり、ヨーロッパはイスラム教なしに文化的に豊かになることはないであろう」と述べた。この式にはリュブリャナ市長のゾラン・ヤンコヴィッチとカタールの匿名閣僚を含む約10,000人が参加した。スロベニア国内で最も位の高いイスラム教のムフティー、Nedzad Grabusは、「我々はリュブリャナでこの市民プロジェクトを始めることができて幸せだ、この計画によってより知名度が高く、より多民族が住む都市になるであろう」と述べた。セレモニーにはボスニア・ヘルツェゴヴィナのボシュニャク人代表であるバキル・イゼトベゴヴィッチも参加し、「ボシュニャク人やスロベニア全土のムスリム、そしてリュブリャナと喜びをわかちあうことのできるこの特別なセレモニーに出席できて私は幸せだ。彼らは自身の住処を見出すだろう、それは現代のイスラム教文化センターとモスクだ。私はを必要な許可証を発行し、建設許可を出して計画を支援してくれたスロベニア共和国とリュブリャナに感謝する。良き意志を持ったあらゆる人々、彼らの契約に対し友好的な国や組織の機関、ムフティー・Nedzad Grabusに対する彼らの無償の貢献や寄付、この歴史的な計画のあらゆる仲間に感謝する。」と述べた。この他にも、第三代スロベニア大統領のダニロ・テュルクとボスニア・ヘルツェゴヴィナイスラム教コミュニティのムフティー、Hussein Kavazovicが参加した。計画は行政上のハードルに直面し、ローマ・カトリック信者が多数を占める国では政治リスクであった。住民投票実行に対し12,000の署名が集まった2004年には建設自体住民投票にかけられる可能性も浮上していた。しかし、スロベニア憲法裁判所は信教の自由を理由に申請を却下した。国を悩ませた金融危機により、建設が物議を醸したこともあった。セレモニーでは、少数ながら頭巾をかぶった女性の姿も見られた。